# محمد طه (لاعب كريكت)
محمد طه (2 نوفمبر 1993 في الهند - ) هو لاعب كريكت هندي.

## وصلات خارجية
- محمد طه على موقع إي آس بي آن كريك إنفو (الإنجليزية)